# Грима Червеуст
Грима по прозвищу Червеуст (англ. Gríma, called (the) Wormtongue, в переводах также — Червослов, Гнилоуст, Змеиный Язык, Причмок) — персонаж трилогии Толкина «Властелин Колец».
Имя «Гнилоуст» символизирует пагубное, вводящее в заблуждение красноречие, демагогию, качество, в высшей степени присущее и хозяину Гримы — Саруману.

## Этимология имени
У прозвища Гримы Wormtongue существовал реальный средневековый прототип — так звали, к примеру, исландского скальда Гуннлауга Змеиный Язык.
Значение слова worm — не только «червяк», но и «змея», «змей» и даже «дракон» (архаическое или поэтическое значение). Более того, в главе «Король в золотом чертоге» (The King of the Golden Hall) маг Гэндальф, который говорит на более современном языке, постоянно называет Гриму Уормтонга змеёй (англ. snake) (более 10 раз), а речи («язык») этого изменника он сравнивает с жалом змеи. Другой возможный вариант перевода — «сварливый» (от выражения to have a worm in one’s tongue — быть сварливым/придирчивым). Переводы прозвища этого персонажа, имеющиеся в русских изданиях книги, возможно, более эмоциональны и более негативны, чем оригинал.
Имя Grima — англосаксонское (древнегерманское) существительное, которое значит личина, маска, капюшон, то, что кажется, признак. В современном исландском языке слово «Gríma» имеет такое же значение — «маска». Синоним более современного слова wry (фальшивый, притворный, ложный) . Интересно, что ещё один вариант перевода — «шлем с забралом». Имя персонажа также перекликается с современными английским словом grim (мрачный, зловещий, угрюмый).
Имя Гримы в значении «личина» обыгрывается в той же главе, когда король Теоден и маг Гэндальф обсуждают во время трапезы недавние события.
В художественном переводе В. С. Муравьева и А. А. Кистяковского это выглядит так:

— Я многим обязан Эомеру, — сказал Теоден. — Говорят: словом дерзок, да сердцем предан.

— Скажи лучше: кривой суд всегда правое скривит, — посоветовал Гэндальф.

— Да, судил я вкривь, — подтвердил Теоден. — Дж. Р. Р. Толкин. Властелин колец. Книга 2: Две твердыни.
Оригинальный английский текст выглядит так:

'I owe much to Éomer,' said Théoden. 'Faithful heart may have forward tongue.'

'Say also,' said Gandalf, 'that to crooked eyes truth may wear a wry face.'

'Indeed my eyes were almost blind,' said Théoden.

— J.R.R.Tolkien. The Two Towers // HarperCollinsPublishers, 1991, 431 p., ISBN 978-0-261-10235-4
Как известно, в творчестве Дж. Р. Р. Толкина много явных и неявных ссылок на мифологию древних германцев. Российский читатель может об этом и не подозревать. Например, в переводе В.Муравьёва и А.Кистяковского нет ни одной (!) такой ссылки, напротив, она стилизована под русскую народную сказку (возможно потому, что книга предназначалась тогда для читателей школьного возраста)..
Тем не менее, во «Властелине колец» есть множество парафраз со «Старшей Эддой», в которую, как известно, входят «Речи Гримнира». Гримнир, или Грим («со скрытым лицом») — одна из 54 личин бога Одина, когда он бродит по Мидгарду, среди людей:

Звался я Грим,

звался я Ганглери, 

Херьян и Хьяльмбери, 

Текк и Триди 

Туд и Уд, 

Хар и Хельблинди

— Старшая Эдда · Sæmundar Edda (Речи Гримнира, О сыновьях конунга Храудунга, строфа 46)

Hétumk Grímni, 

hétumk Gangleri,

Herjann ok Hjálmberi,

Þekkr ok Þriði,

Þuðr ok Uðr,

Herblindi ok Hár.

— исл. Grímnismál Frá sonum Hrauðungs konungs
Пятьдесят и ещё четыре имени говорят о многоликости и противоречивости верховного бога германцев: он «кривой на один глаз» (см. выше о «кривом суде»), он скрытен, воинственен, мудр, коварен и проч. Значение некоторых имён спорно или совершенно утрачено.
Таким образом, замысел этого несимпатичного персонажа, возможно, сложнее и многослойнее, чем это может показаться на первый взгляд.

## Роль Гримы в событиях Войны за Кольцо
Грима был влюблён в племянницу Теодена, Эовин, и всячески пытался заполучить её, что ещё больше усиливало ненависть Эомера по отношению к Гриме. Занимая должность советника короля Рохана, Теодена, Грима в то же время был преданным слугой Сарумана, который с его помощью контролировал волю короля. Был разоблачён Гэндальфом, после чего открыто перешёл на сторону Сарумана и, будучи отпущен королём, бежал в Изенгард.
После разгрома Изенгарда энтами Грима оказался на положении пленника в Ортханке вместе со своим хозяином Саруманом. Во время посещения Изенгарда королём Теоденом и низложения Сарумана Гэндальфом он в ярости выбросил из окна башни Ортханка палантир, при помощи которого падший маг поддерживал связь с Сауроном.
По окончании Войны Кольца Грима ушёл со своим хозяином в Шир, где Саруманом была установлена диктатура. К этому времени из-за унизительного отношения Сарумана Грима почти лишился достоинства и облика нормального человека. Он начал ходить только на четвереньках и, по словам Сарумана, выходил на улицу только по ночам. По указанию Сарумана Грима зарезал Предводителя Шира — Лотто Саквиль-Бэггинса (а возможно, и съел его). В конце концов, не вынеся издевательств своего хозяина, он убил Сарумана и был сам немедленно застрелен хоббитами.

## Экранизация
В экранизации Питера Джексона «Возвращение короля» Гриму, находящегося на башне Ортханка, подбивает восстать против Сарумана Теоден. После смерти Сарумана Гриму убивает выстрелом из лука Леголас. Эта сцена присутствует только в режиссёрской версии.